# Doryichthys
Doryichthys is een geslacht van straalvinnige vissen uit de familie van de zeenaalden en zeepaardjes (Syngnathidae).

## Soorten
- Doryichthys boaja (Bleeker, 1850)
- Doryichthys contiguus Kottelat, 2000
- Doryichthys deokhatoides (Bleeker, 1854)
- Doryichthys heterosoma (Bleeker, 1851)
- Doryichthys martensii (W. K. H. Peters, 1868)